# Gustaf Enblom
Gustaf Enblom, född den 24 september 1859 i Rönö socken, Östergötlands län, död den 23 november 1939 i Södertälje, var en svensk militär. Han var bror till Fredrik Enblom.
Enblom blev underlöjtnant vid Andra livgrenadjärregementet 1878 och vid fortifikationen samma år, löjtnant 1883 och kapten 1895. Han var 1898–1905 arbetschef och fortifikationsbefälhavare i Karlskrona fästning. Enblom befordrades till major vid fortifikationen 1905, till överstelöjtnant 1910 och till överste 1914. Han tjänstgjorde 1905–1910 vid Svea ingenjörkår, utnämndes sistnämnda år till chef för Göta ingenjörkår i Karlsborg och blev 1915 chef för truppavdelningen vid fortifikationens huvudstation. Enblom erhöll avsked 1919. Han blev riddare av Svärdsorden 1898 och kommendör av andra klassen av samma orden 1917. Enblom vilar på Norra begravningsplatsen utanför Stockholm.